# 12988 Tiffanykapler
A 12988 Tiffanykapler (ideiglenes jelöléssel (12988) 1981 EC5) a Naprendszer kisbolygóövében található aszteroida. Schelte J. Bus fedezte fel 1981. március 2-án.

## Kapcsolódó szócikk
- Kisbolygók listája (12501–13000)